# 七世夫妻
七世夫妻是中國流傳的民間故事，男女主角是天庭的金童玉女。
某年七夕節，金童在天庭的宴會上不慎摔破酒杯，玉女為了開解金童，對其哧地笑了一声。玉帝見此以為二人動了凡心，贬谪他们至人間，“配为夫妻，却不许成婚”，七次轉世只得苦苦相恋，却不得结合。等到功行圆满，始能复还天上。只有第七世是美满的姻缘。
七世夫妻的成書年代不詳，作者亦不可考，故事以崇禎末年李自成兵敗為限斷，可見作者應是明朝以後之人。其內容取材多為志怪小說或傳奇雜劇。在光緒年間有“三世姻緣”之說，尚不見七世之說，作者可能是清末民初之人。

## 轉世

### 孟姜女与杞梁
七世夫妻第一世。孟姜女是秦始皇時代的一名女子，在新婚之夜，丈夫杞梁（或作范杞梁、范杞良、范啟良、范希郎、范喜郎、萬杞梁、萬喜良等別名）被政府派遣去修造長城。孟姜女千里寻夫，最後卻被告知丈夫已經死了，屍體長埋長城之下。孟姜女放聲大哭，竟哭倒長城八百里，以滴血於枯骨堆裡認找到了丈夫的屍體，秦始皇因此召見孟姜女，驚為天人，欲納孟氏為妾，孟姜女要求秦始皇需至秦皇島為杞良披麻帶孝，秦始皇答應；在秦始皇祭拜完杞良後，孟姜女捧著其夫屍骨在今孟姜女廟廟址所在，當場投海自盡。

### 梁山伯与祝英台
七世夫妻第二世。祝英台女扮男裝到杭州求學，途中與會稽書生梁山伯相遇，因言語投機，相伴到書院上學。英台與山伯同窗共硯三年，日夕相對，二人情誼漸深；由於英台的機智，也許亦是山伯的忠厚，山伯一直沒有認出英台是一位女子。英台的父親欲將英台許配馬家，囑人送來家書，訛稱英台母親有病，英台遂收拾行李返家。山伯“十八相送”，英台雖多方表達愛意，但純良的山伯始終不解女兒心。英台惟有說道：家中九妹與她有一般的性情、相似的容貌，相約山伯到祝家相親。山伯因事遲了三天趕到祝家，英台已被她的父親逼婚，將她許配給馬太守的兒子馬文才。山伯與英台樓台相會，山伯始知英台為女兒之身，二人互訴衷情；錯配姻緣，顯然已成定局，無可挽回。山伯歸去後，鬱鬱而終。英台出嫁時，途經山伯墓前，下轎扶碑痛哭。忽然天色驟變，墳墓裂開，英台跳入墓中。山伯與英台化為一對蝴蝶，自由自在地飛舞天上。
梁祝故事最早見於初唐梁载言的《十道四蕃志》梁祝同學三年，竟不知英台為女兒身；到了晚唐张读的《宣室志》记载梁祝的基本情节；清代邵金彪的《祝英台小传》出现了化蝶的结局。

### 郭华与王月英
七世夫妻第三世。郭華（或郭亞華、郭華郎、郭懷）與王月英為七世夫妻故事中的第三世。故事發生在唐朝。郭華，字建中，是一個賣胭脂的商人，因緣際會下結識王家胭脂店的掌櫃王月英，兩人一見鍾情，約在晚上城外土地廟相見。當夜，王月英依時赴約，但苦等不到郭華，以為情郎背信，唯有脫下一雙鞋放在台前以示曾到此地，又羞又恨地跑回家，不久發高燒病倒。事實上，郭華那晚因家中宴客耽擱，及後趕到土地廟時王月英已早一步離開，只見一雙繡鞋放在台前。郭華自知誤約，回家後也大病一場。最後兩人皆相思成疾，同赴黃泉，未能結為夫妻。郭華與王月英的故事最早可見於志怪小說《幽明錄》中有〈買粉兒〉一文，南朝宋皇都風月主人《綠窗新話》收錄〈郭華買脂慕粉郎〉一篇，已出現男主角郭華的原型。元朝有雜劇《王月英元夜留鞋記》，又稱《留鞋記》。

### 王十朋与钱玉莲
七世夫妻第四世。宋朝山西，王錢兩家結好，王十朋与钱玉莲由雙方父母指腹为婚。後來十朋赴京趕試，玉蓮生母去世，其父再娶。繼母於錢父過身後虐待玉蓮，並伙同情夫设计陷害，使其投海自盡。十朋考取狀元歸來，准备返乡正式完婚，途上发现庙中放置著玉莲的订婚信物及遗书，十朋最終悲憤病倒離世。原是南戏剧本《荆钗记》的人物，不过在《荆钗记》中以兩人团圆结局。

### 商琳与秦雪梅
七世夫妻第五世。明朝時，秦太師与商定国原是莫逆之交，更曾当着满朝文武百官将女兒秦雪梅许配给商定國兒子商琳。後來商家幾次遭遇大火，家道中落，秦太師毁婚約，商琳思愛成病。後來秦家只将婢女爱玉冒充成雪梅嫁给商琳，並生了商辂。事情敗露，商琳愤气伤心而死。雪梅为商琳守寡，並照顾其兒子商輅。成语“雪梅教子”即是指此。明代戲曲《三元記》的原型即據此改編。商輅確實是明代狀元，而且三元及第，但並非《商琳与秦雪梅》的情節，亦无遗腹之事。

### 韦燕春与贾玉珍
七世夫妻第六世。韦燕春生于明朝宣德年间，父親早喪，與寡母寄居张员外家，就读于白云庵。十七歲清明節春游，於郊外古井遇见贾玉珍打水，向之乞饮，兩人一见倾心，相约当夜三更于蓝桥见面。当夜燕春先到，天降大雨，为守信约，不肯离去，最後被大水淹死，死时手犹紧抱桥柱不放。后来玉珍赶至，却发现情郎已溺，乃投水自尽。客家戏《龙井奇缘》即改编自戏曲七世夫妻的〈藍橋會〉（劇中男女主角改名為魏景元與藍瑞蓮或為魏奎元與藍玉蓮）。

### 李奎元与刘瑞莲
七世夫妻第七世，只有第七世是美满的姻缘。明末李自成敗亡，同族李白心避禍他鄉，一日遊山，於山澗中拾得一棄嬰，取名李奎元。奎元长大后，遇一老翁赠与一图畫，告之三年后方能打开。奎元回乡巧遇比武招亲，得勝而娶了刘瑞莲。三年后奎元将图打开，图上记载前六世的悲剧姻缘。豫剧有《彩楼记》或《劉瑞蓮飘彩》之剧目，劉家设招亲台，掷绣球以招亲，但男主角則是吕蒙正。